# Bingoboys
Die Bingoboys (auch Bingo Boys) waren ein in den 1990er Jahren aktives Produzententrio aus Wien, das elektronische Tanzmusik produzierte. Es bestand aus Paul Pfab, Helmut Wolfgruber und Klaus Biedermann, der auch Mitglied des Produzententeams ultimaTIEF war.

## Werdegang
Gleich mit ihrer Debütsingle How To Dance von 1990 gelang den Bingoboys ein weltweiter Hit. Nach Promotionarbeit und Vertragsverhandlungen der beiden Edelweiss-Mitglieder Martin Neumayer und Matthias Schweger erschien der Track auf dem Label Atlantic Records und erreichte 1991 Platz 1 der US-Dance-Charts. In den Billboard-Hot-100-Charts stieg sie bis auf Platz 25. Der Track war eine Gemeinschaftsarbeit mit der Sängerin und Rapperin Princessa aus New York. How to Dance basierte auf mehreren Samples, etwa von Dance, Dance, Dance von Chic, Dance (Disco Heat) von Sylvester James und Kiss von The Art of Noise featuring Tom Jones. Ferner ist auf dem Track noch eine Männerstimme, die Tanzschritte erklärt, zu hören.
Mit der Nachfolgesingle Borrowed Love (ebenfalls mit Princessa) konnte das Trio nicht mehr an diesen Erfolg anknüpfen. Der Song schaffte es auf Platz 32 der Dance-Charts und auf Platz 71 in den Billboard-Charts. Neben Princessa war in diesem Stück noch Arnold Jarvis mit einem Gesangspart vertreten.
Bis Mitte der 1990er Jahre hatten sie selbst noch mehrere eigene Hits in Österreich, daneben produzierten und mixten sie in den Bingoboys Studios in Wien zahlreiche nationale und internationale Stars. 1996 trennten sich die Bingo Boys.
Personelle Überschneidungen gab es mit dem Wiener Dance-Projekt Edelweiss, das 1988 mit Raumschiff Edelweiss einen Nummer-eins-Hit hatte. Produzent Helmut Wolfgruber und Manager Matthias Schweger wirkten weiters in der ORF-Jugendsendung X-Large mit.